# Дуел (филм, 1971)
Вижте пояснителната страница за други значения на Дуел.
„Дуел“ (на английски: Duel) е американски телевизионен филм от 1971 година, трилър на режисьора Стивън Спилбърг.
Сценарият на Ричард Матисън е базиран на негов едноименен разказ. Разказва се за пътуващ през пустинята шофьор, който без ясна причина започва да бъде преследван от голям камион, чийто шофьор зрителят не вижда.
Първоначално филмът е показан по телевизията в САЩ в поредицата на ABC „Филм на седмицата“, а по-късно е пуснат в кината в Европа и Австралия, както и ограничени по брой кина в Съединените щати. Успехът на филма дал възможност на Спилбърг да се наложи като компетентен филмов режисьор.
Първоначалната версия на филма за телевизия е била само 74 минути и е заснета за 13 дни (с три повече от заплануваните 10), оставяйки 10 дни за монтиране. След успешното излъчване, Юнивърсъл пуска филма в европейските кина през 1972 година. Тъй като 74 минути не са достатъчни за кино прожекции, Юнивърсъл праща Спилбърг да заснеме нови сцени за два дни. Тези нови сцени правят филма 90 минути.